# Zakwas chlebowy

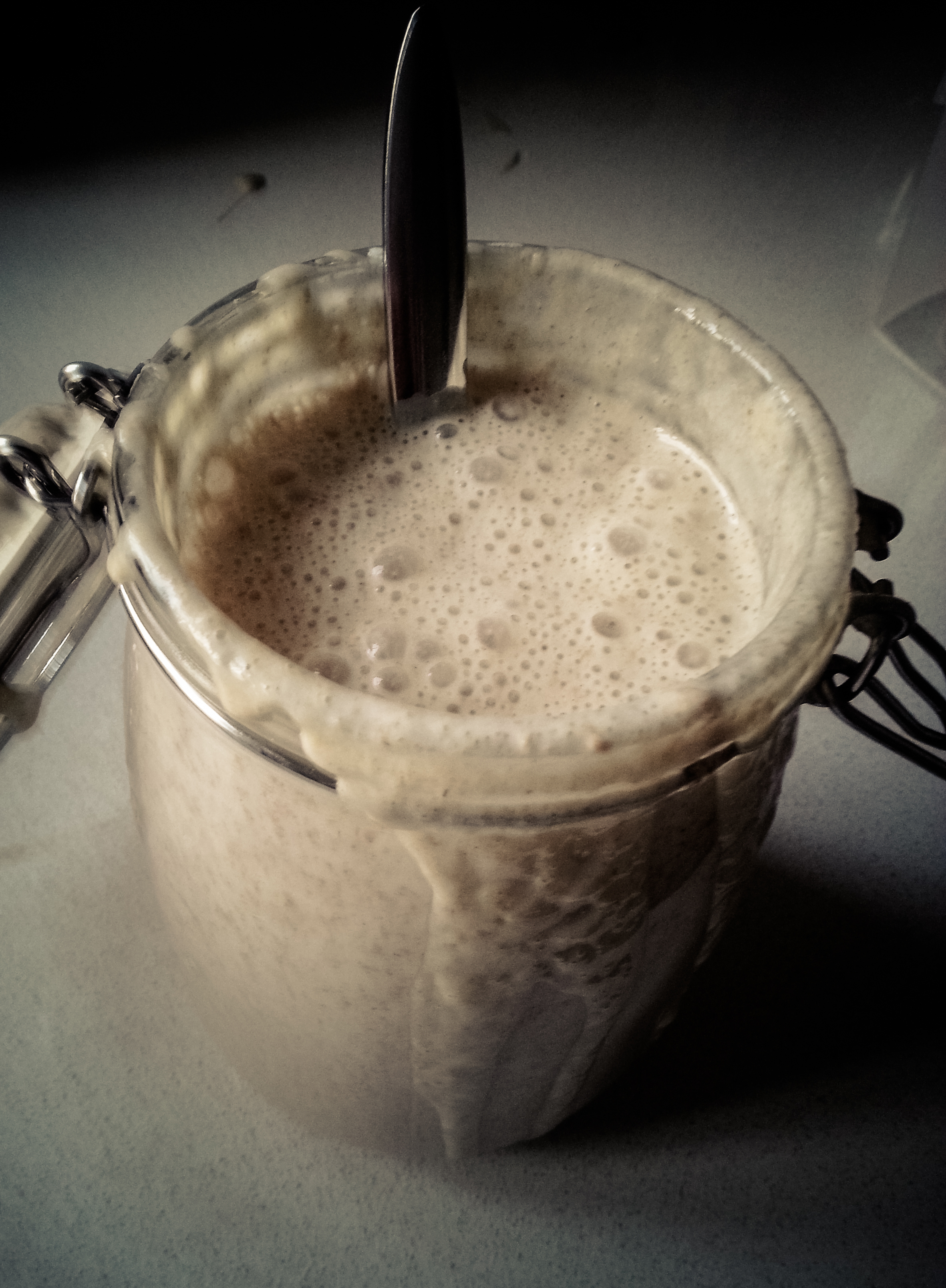
Zakwas chlebowy

Zakwas chlebowy – rodzaj ciasta chlebowego, źródło kultur bakteryjnych i drożdżowych w żytnim lub mieszanym pszenno-żytnim cieście chlebowym.
Ciasto, z którego ma być wypiekany chleb żytni, wymaga przeprowadzenia procesu fermentacyjnego nadającego wypiekowi odpowiedni smak i aromat. W trakcie tego procesu rozłożeniu ulegają substancje śluzowe obecne w mące, utrudniające nawodnienie i napęcznienie białek i skrobi. Dzięki tej technologii pieczywo cechuje się także większą trwałością i ma własności prozdrowotne, dokumentowane w licznych badaniach.

## Chleb żytni
Wytwarzanie ciasta do wypieku chleba żytniego polega zazwyczaj na przejściu przez pięć faz:
- zaczątek,
- przedkwas,
- półkwas,
- pełny kwas,
- ciasto właściwe.

Proces ten nosi nazwę metody pięciofazowej.
Zaczątek jest początkowym źródłem drożdży i bakterii i może być kwasem z poprzedniego cyklu produkcyjnego. W razie potrzeby taki zaczątek można przechowywać do momentu rozpoczęcia nowego cyklu produkcyjnego na dwa sposoby: albo przez zalanie wodą i umieszczenie w chłodni, co jest skuteczne na krótki czas, albo dłużej przez dodanie do niego mąki i wyrobienie bardzo sztywnego ciasta, które potem jest trzymane pod warstwą suchej mąki. Zaczątek można też wytwarzać za pomocą fermentacji inicjowanej kulturami starterowymi lub samoczynnej.
Przejście do kolejnej fazy polega zawsze na domieszaniu do produktu fazy poprzedniej mąki i wody oraz wyrobieniu ciasta, a następnie poddaniu go fermentacji.
Warunki każdej fermentacji są inne, bo zmienia się czas jej trwania, temperatura i proporcja wody do mąki. W ten sposób można sterować tym, czy dominuje rozwój drożdży, którym sprzyja większa zawartość wody w cieście, czy bakterii kwasu mlekowego, które lepiej namnażają się, gdy wody jest mniej. Dzięki temu można naturalnie doprowadzić do dokładnie takich proporcji końcowych produktów fermentacji, które dają zaplanowany efekt smakowy.
| Faza            | Wydajność masa ciasta/masa mąki | Temperatura fermentacji | Czas fermentacji           | Rozwój mikroflory  |
| --------------- | ------------------------------- | ----------------------- | -------------------------- | ------------------ |
| zaczątek        | 200–400%                        |                         | nawet kilkadziesiąt godzin | kultura początkowa |
| przedkwas       | min. 200%                       | 24–26 °C                | 5–9 godzin                 | głównie drożdże    |
| półkwas         | ok. 165%                        | 26–28 °C                | 6 godzin                   | bakterie mlekowe   |
| kwas pełny      | 190–200%                        | 28–30 °C                | 3 godziny                  | dominacja drożdży  |
| ciasto właściwe |                                 | 30–32 °C                | 0,5 godziny                |                    |

Pełna metoda pięciofazowa służy do produkcji chleba z ciemnej mąki żytniej. Stosowane bywają także krótsze metody, nawet dwufazowa, wyłącznie z kwasem i ciastem właściwym.

## Suche zakwasy
Alternatywą dla procesów fermentacyjnych jest stosowanie w produkcji pieczywa żytniego substancji polepszających, „suchych zakwasów”. Są to gotowe sypkie mieszanki, których dodanie do ciasta pierwotnie służyło lepszemu ukwaszaniu w sytuacji, gdy mąka była niskiej jakości. Z czasem zaczęto w ogóle zastępować fermentację ich dodatkiem, co ułatwia i przyspiesza produkcję, z uszczerbkiem dla wartości zdrowotnych chleba, jego smaku i aromatu.
W skład suchych zakwasów wchodzą:
- kwasy mlekowy, cytrynowy, octowy i askorbinowy,
- sole wpływające na strukturę ciasta i tworzące pożywkę dla drożdży: kwaśne fosforany, octan wapnia, węglan wapnia, siarczan wapnia,
- enzymy: ksylanaza, glukooksydaza, amylazy.

## Chleb mieszany pszenno-żytni
Ciasta mieszane z przewagą mąki pszennej wyrabia się z zastosowaniem technologii dla ciast pszennych.
Ciasta mieszane z ponad 70% udziałem mąki żytniej zakwasza się słabiej niż czysto żytnie, więc metoda pięciofazowa bywa modyfikowana. W najczęstszej wersji brak fazy przedkwasu, za to półkwas jest wtedy długo fermentującym żurkiem o znacznie większej zawartości wody. Powoduje to znaczne spowolnienie procesu osiągania pożądanej kwasowości. Zaletą tej metody jest to, że żurek długo zachowuje przydatność technologiczną bez ryzyka pogorszenia jakości chleba, gdyż jest stabilny fermentacyjnie.
Możliwe jest także prowadzenie ciast mieszanych na kwasie i podmłodzie. Podmłoda to rozczyn drożdży piekarskich z mąką pszenną w wodzie, poddany fermentacji w celu rozmnożenia drożdży. Ten rozczyn razem z kwasem uzyskanym z półkwasu, mąką, wodą i innymi dodatkami stanowią składniki ciasta.

## Chleb pszenny
Współcześnie ciasta pszenne spulchniane są przez dodatek drożdży piekarskich, a zakwasów do nich się nie stosuje. Jednak w starożytności na zakwasie wypiekano wszystkie rodzaje chleba, a dopiero z czasem metody oparte na drożdżach wyparły go z produkcji pieczywa pszennego.